# Rimonim

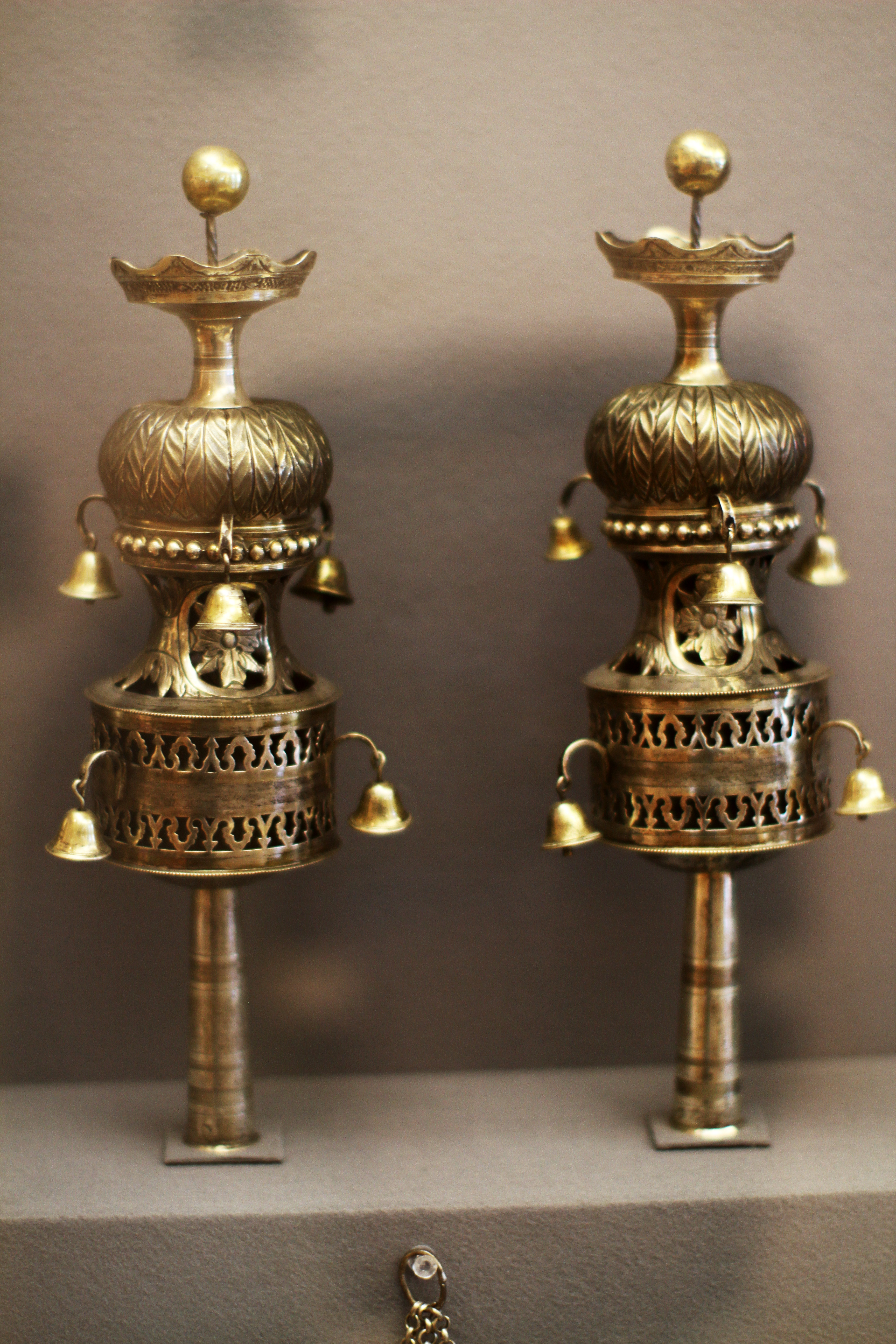
Berliner Rimonim, 2. Viertel 19 Jahrhundert

Die Rimonim (hebräisch רִמּוֹנִיִם, transliteriert rimmonim oder rimonim, „Granatäpfel“) sind äußere bekrönende Aufsätze der beiden hölzernen Rollstäbe einer Torarolle. „Neben dem Tora-Schild erhält die Tora-Rolle durch Krone oder Rimmonim einen zusätzlichen Schmuck ….“ Ferner gehören Torawimpel, Toramantel und Torazeiger zu den Schmuckstücken der Tora.

## Ersterwähnung und Etablierung
Ein genauer Zeitpunkt der schriftlichen Fixierung der Tora blieb auch bei den sogenannten Jahwisten mit der Vermutung „um 950 v. Chr.“ oder der der Elohisten mit der Annahme „800 v. Chr.“ hypothetisch. Gleiches gilt wohl für die über Jahrhunderte entstandenen sakralen Ausschmückungen im liturgischen Umfeld der Tora, wie bei den hier näher beschriebenen Rimonim.
Das Aufkommen der Rimonim als Bekrönung ist älter als die Verwendung einer Tora-Krone. Sie wurden schon in den Werken des jüdischen Philosophen Maimonides (Mosche ben Maimon 1135–1204) erwähnt.
Der durch einen Sofer von Hand gefertigte Text auf zusammengefügten Pergamentblättern einer aufgerollten, bzw. gewickelten Tora, enthält das verkündete Wort Gottes. Daher wird die Rolle von ihrer jeweiligen Synagogengemeinde zum Zeichen der großen Verehrung prachtvoll verziert und ausgestattet. So sind die Enden der Schriftrolle mit denen in ihnen steckenden Holzstäben verbunden, mit deren Hilfe der Rabbiner oder Vorbeter durch entsprechendes Drehen zur gewünschten Textstelle gelangen. In der Regel sind in einer Synagoge mehrere Torarollen vorhanden, sodass je nach Art des Gottesdienstes zu weiteren Rollen gewechselt werden kann. Im Gegensatz zu den unteren Drehgriffen der Stäbe sind an den oberen Enden in der Regel Rimonim genannte Verzierungen aufgesetzt. Diese Bekrönungen können schlichte Holzschnitzarbeiten sein, sind jedoch abhängig von der finanziellen Lage einer Gemeinde häufig auch wertvolle Arbeiten der Gold- und Silberschmiede.

## Bau- und Dekorformen
Die Tüllen der zu festlichen Anlässen genutzten Rimonim sind in der Regel leicht konisch zulaufend geformt, sodass sie, mit leichtem Druck auf den Torastäben aufgesetzt, ohne eine weitere mechanische Arretierung den nötigen Halt finden. Die Bekrönungen haben einen turmartigen Aufbau, der zumeist aus mehreren „Geschossen“ besteht, wobei als Spitze häufig eine Rocaillenkrone, Kugel, ein Davidstern oder ein aufgerichteter Löwe, das Symbol des Stammes Juda, verwandt wurde. Die Zonen des Aufbaus sind zumeist außerordentlich vielfältig gestaltet, gleichermaßen vorhanden ist jedoch bei allen Varianten die Fülle der zierlichen Glöckchen. Das Spektrum der jeweiligen Arbeiten umfasst eine Reihe geometrischer Formen, unter denen Walzen, Kugeln, Säulen oder kuppelförmige Kreationen dominieren. Sie alle sind zumeist aus edlem Material gefertigt, kunstvoll verarbeitet und mit diversen, häufig floralen Dekorformen ausgestattet. In fachlichen Gutachten finden sich häufig die Begriffe: „Silber, teilvergoldet getrieben, gegossen, punziert, graviert und ziseliert“.

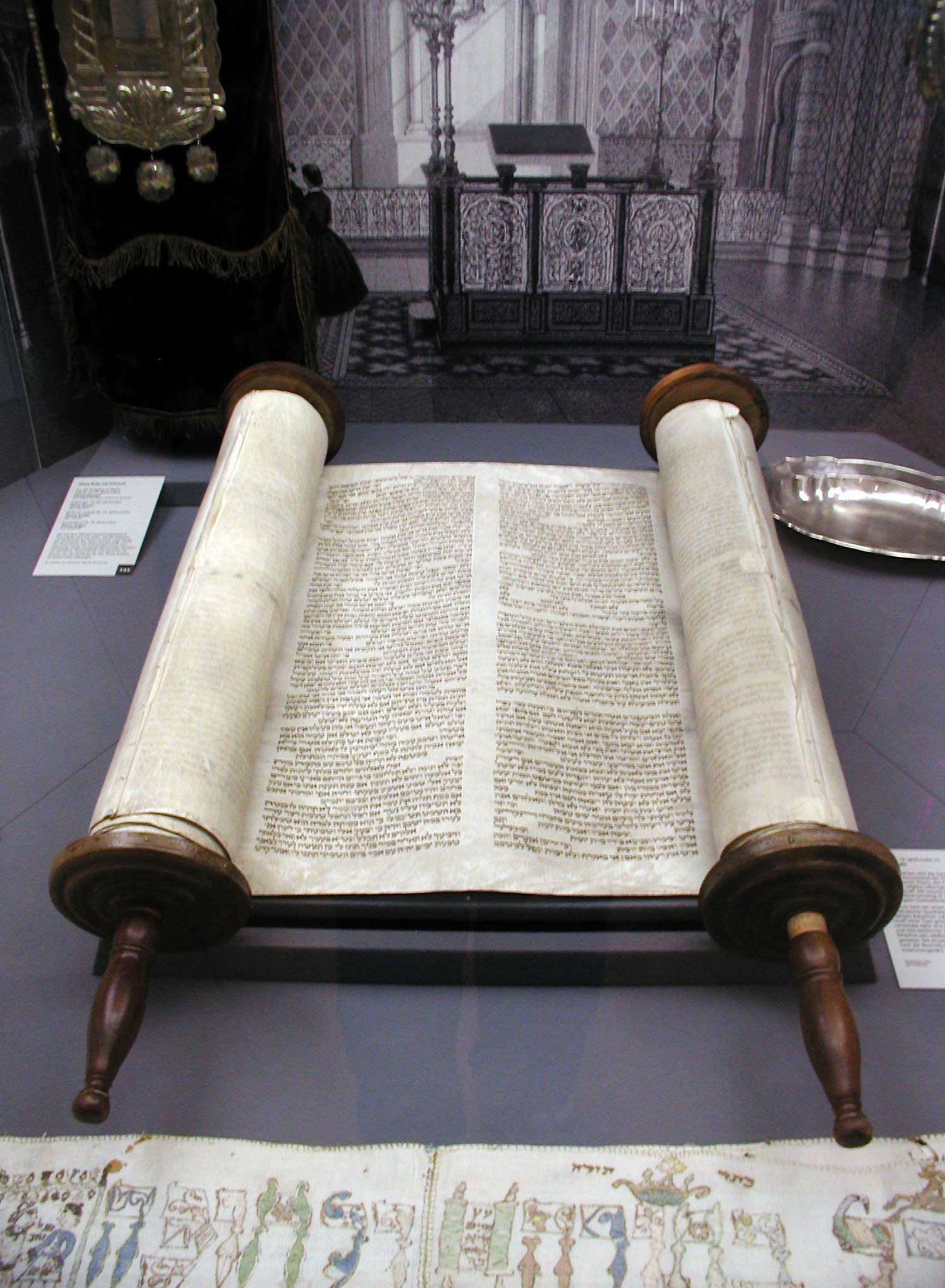
Zeughaus Köln, Tora vor der Dekoration einer Synagogeninnenansicht
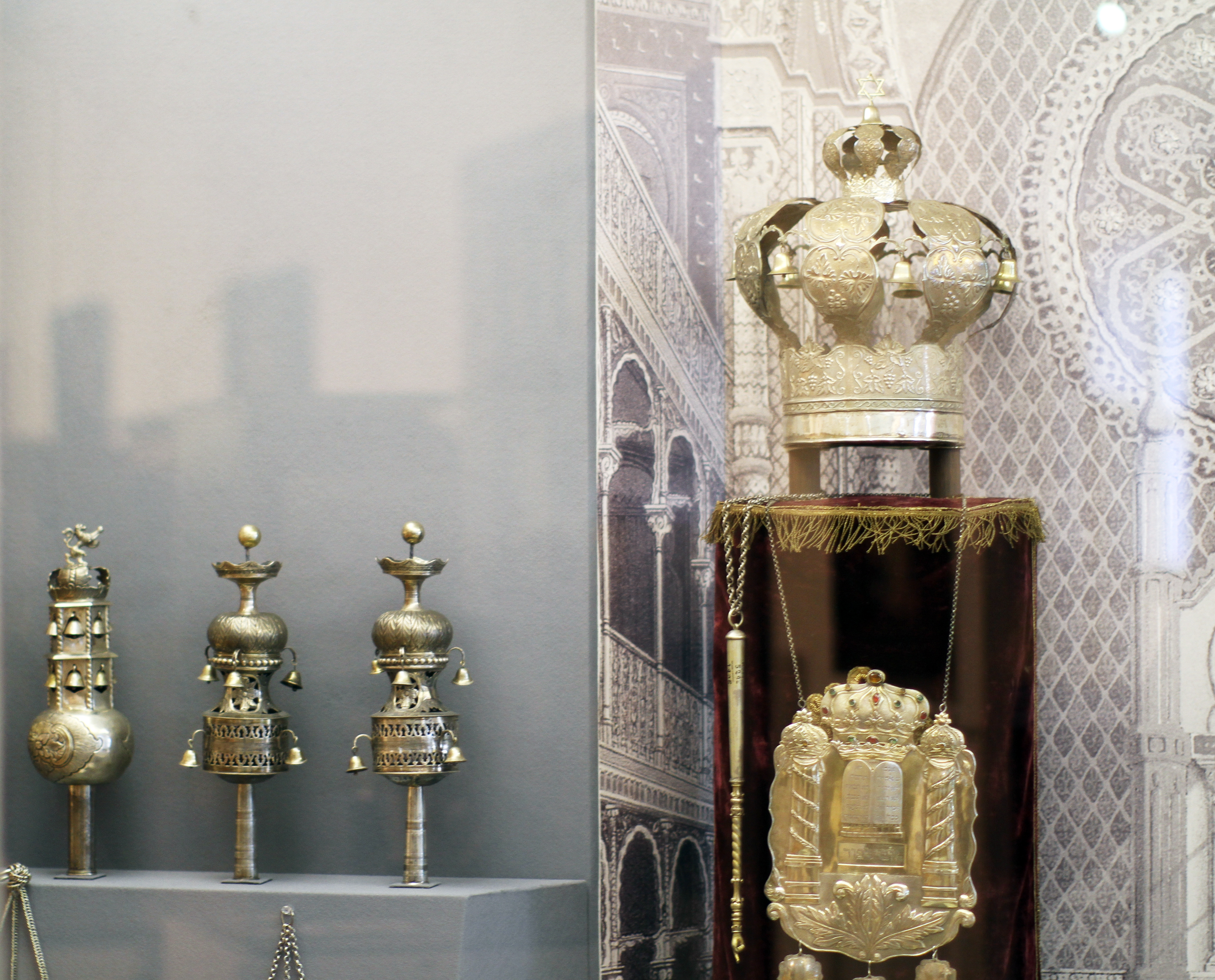
Schmückende Attribute einer Tora
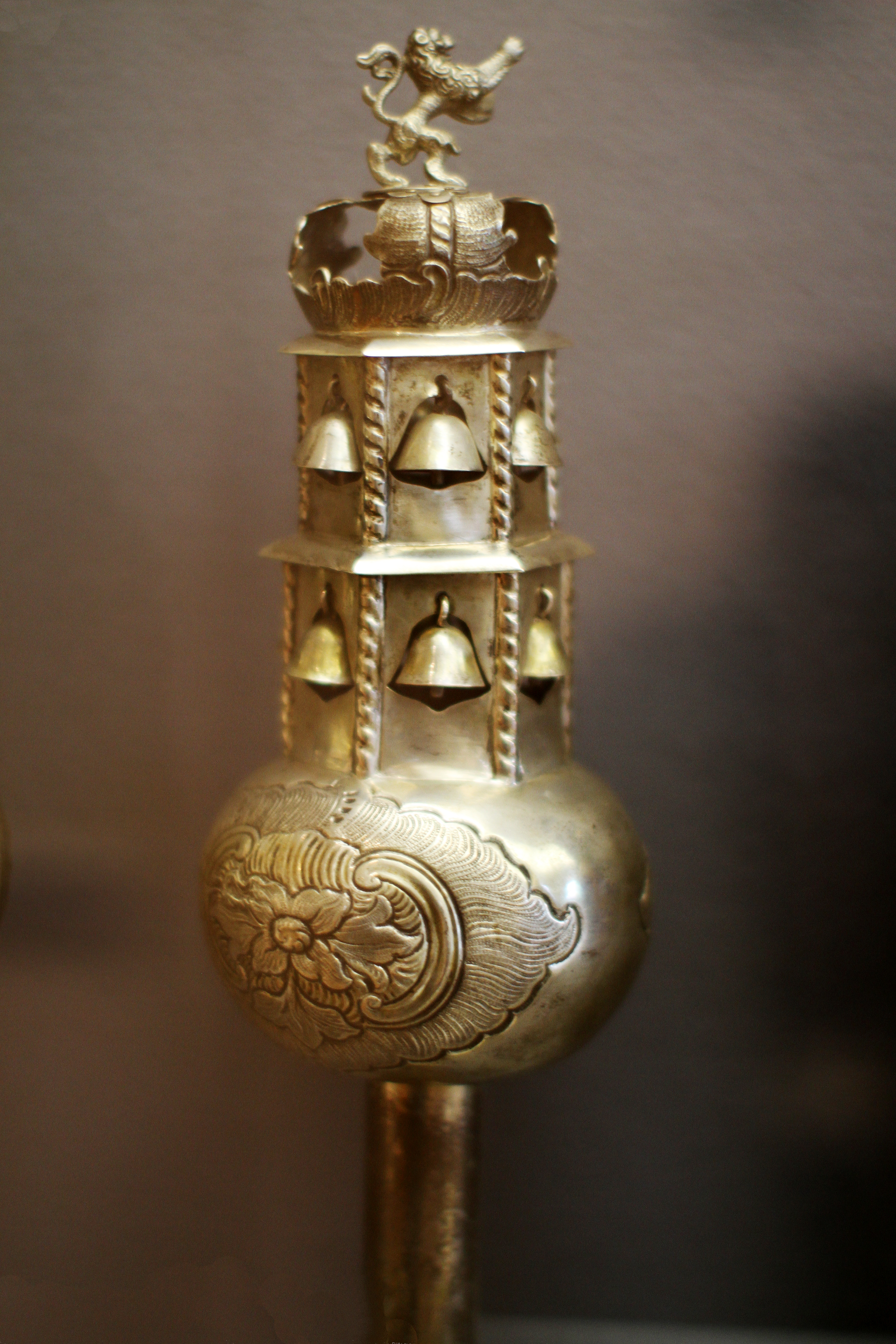
Rimonim aus Nürnberg, Mitte 19. Jahrhundert

## Bedeutung
In vielen Gemeinden sind an kunstvollen Rimonim zierliche Glöckchen angebracht, die an den stilisierten Granatäpfeln herabhängen. Die in zahlreichen Mythen der Völker präsente Frucht des Granatapfels ist häufig im Alten Testament der Bibel erwähnt. So ist in der Tora (2. Buch Mose 28, 33–34 und 39, 24–26) zu lesen, dass die Hohepriester im Tempel den Saum ihrer Gewänder (Efod) mit kleinen Granatäpfeln und Glöckchen behängten. Granatäpfel sind ein altorientalisches Symbol lebenspendender Kraft und den Glöckchen wurden unheilabwehrende Eigenschaften zugesprochen.